# سانتا ماریا د لس کابایرس
سانتا ماریا د لس کابایرس دهستانی در استان آبیلای اسپانیا است.
در این دهستان ۱۳۳ نفر زندگی می‌کنند. مساحت این دهستان ۲۲٫۲۲ کیلومتر مربع است.